# Independencia de Centroamérica
Se denomina Independencia de Centroamérica al proceso emancipador, a través de la firma del Acta de Independencia el 15 de septiembre de 1821, por parte de la Capitanía General de Guatemala entonces conformada por Chiapas, que terminaría incorporándose a México, y los actuales países de Guatemala, Honduras, El Salvador, Nicaragua y Costa Rica, en el cual rompieron lazos con el Imperio español. La entonces capitanía estaba conformada, por las provincias de Guatemala, Chiapas, Comayagua, San Salvador, Nicaragua y Costa Rica.
A diferencia de los demás países americanos, ambos fueron procesos relativamente pacíficos. El movimiento independentista centroamericano tomó como ejemplo la independencia de los Estados Unidos y la Revolución francesa, que terminó con las desigualdades y privilegios, y fue influenciado por las ideas del reformismo ilustrado español y de la ilustración racionalista europea.
La independencia centroamericana tomó impulso después de la ocupación francesa de 1808 en España, que creó un caos político en la península ibérica que terminó con la formación de diferentes grupos de resistencia popular mejor conocidas como Juntas. Estas crearon un gobierno español clandestino y promulgaron la constitución de 1812, que tuvo un efecto directo en toda América. El primer movimiento independentista en Centroamérica se dio en el 5 de noviembre de 1811, cuando una conspiración encabezada por los curas José Matías Delgado y Nicolás Aguilar intentó apoderarse de unas armas que existían en la casamata de San Salvador. A este movimiento le siguieron revueltas en Nicaragua, la conjuración de Belén y otros movimientos de 1814 a 1821. Una reunión entre las mismas autoridades coloniales y una junta de notables compuesta por líderes religiosos y criollos ilustrados, terminó el 15 de septiembre de 1821 con el dominio español en la antigua capitanía general de Guatemala, que comprendía el actual territorio del estado de Chiapas y de las repúblicas de Guatemala, Honduras, El Salvador, Nicaragua y Costa Rica.

## Antecedentes

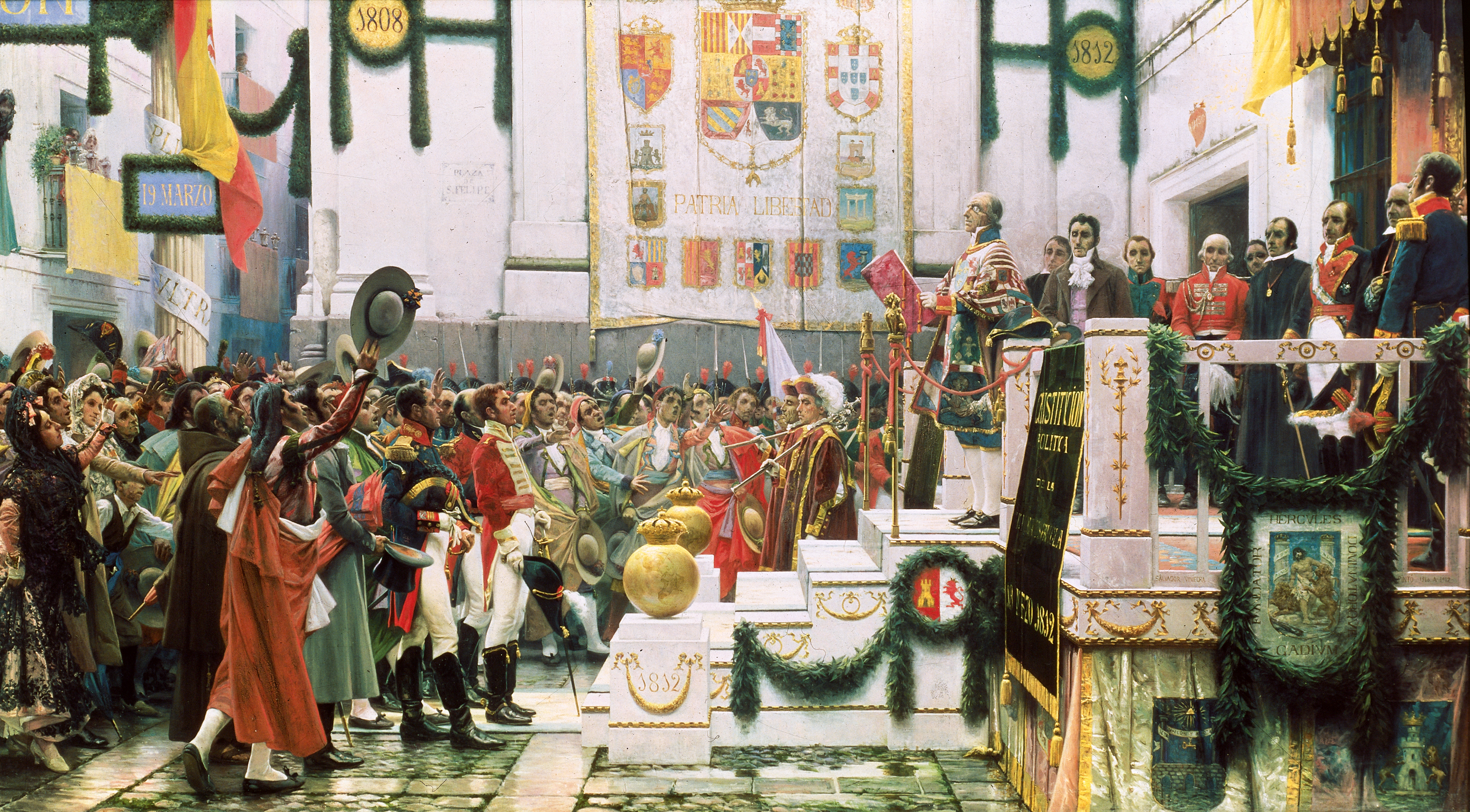
La promulgación de la Constitución de 1812, obra de Salvador Viniegra (Museo de las Cortes de Cádiz).

La obtención de la independencia de Centroamérica fue pacífica, a diferencia de los otros países americanos, los cuales libraron fieras batallas para lograr convertirse en Estados independientes. Muchos fueron los factores que culminaron en la independencia de la antigua Capitanía General de Guatemala, pero los predominantes fueron: la influencia de ideas revolucionarias de la Ilustración europea, la independencia de los Estados Unidos de América y el descuido de Centroamérica por parte de España debido a los cambios sociopolíticos en la misma península ibérica.
En 1808 los franceses, gobernados en ese entonces por Napoleón Bonaparte, invadieron España, destronaron al rey Fernando VII y coronaron en su lugar a José Bonaparte como José I. 
El 2 de mayo de 1808, mismo día en el que se produjo el levantamiento en Madrid contra la ocupación francesa, en Guatemala, el cartaginés costarricense Pablo Alvarado, quien era pasante de estudios de medicina en la Universidad de San Carlos, hizo circular un panfleto denominado El Hispano – Americano. En él hablaba de libertad e independencia y se constituyó como el primer acto de independencia de toda la América hispana. Fue encarcelado en Guatemala y recobró su libertad en marzo de 1809.
Los españoles se rebelaron en contra del invasor y se negaron a reconocer al nuevo monarca. Esto produjo un caos político en la península ibérica que terminó con la formación de diferentes grupos de resistencia popular, más conocidas como Juntas. Estas estaban compuestas por militares, representantes del alto clero, funcionarios y profesores, todos ellos conservadores, quienes terminaron creando un gobierno español clandestino. Durante esta crisis, la Junta Central Suprema, que se creó tras la derrota francesa en la Batalla de Bailén, ordenó mediante decreto del 22 de mayo de 1809 la celebración de Cortes extraordinarias y constituyentes. Las Cortes, previstas para 1810, por el avance napoleónico, tuvieron que reunirse primero en San Fernando, entonces Isla de León, y después en Cádiz.

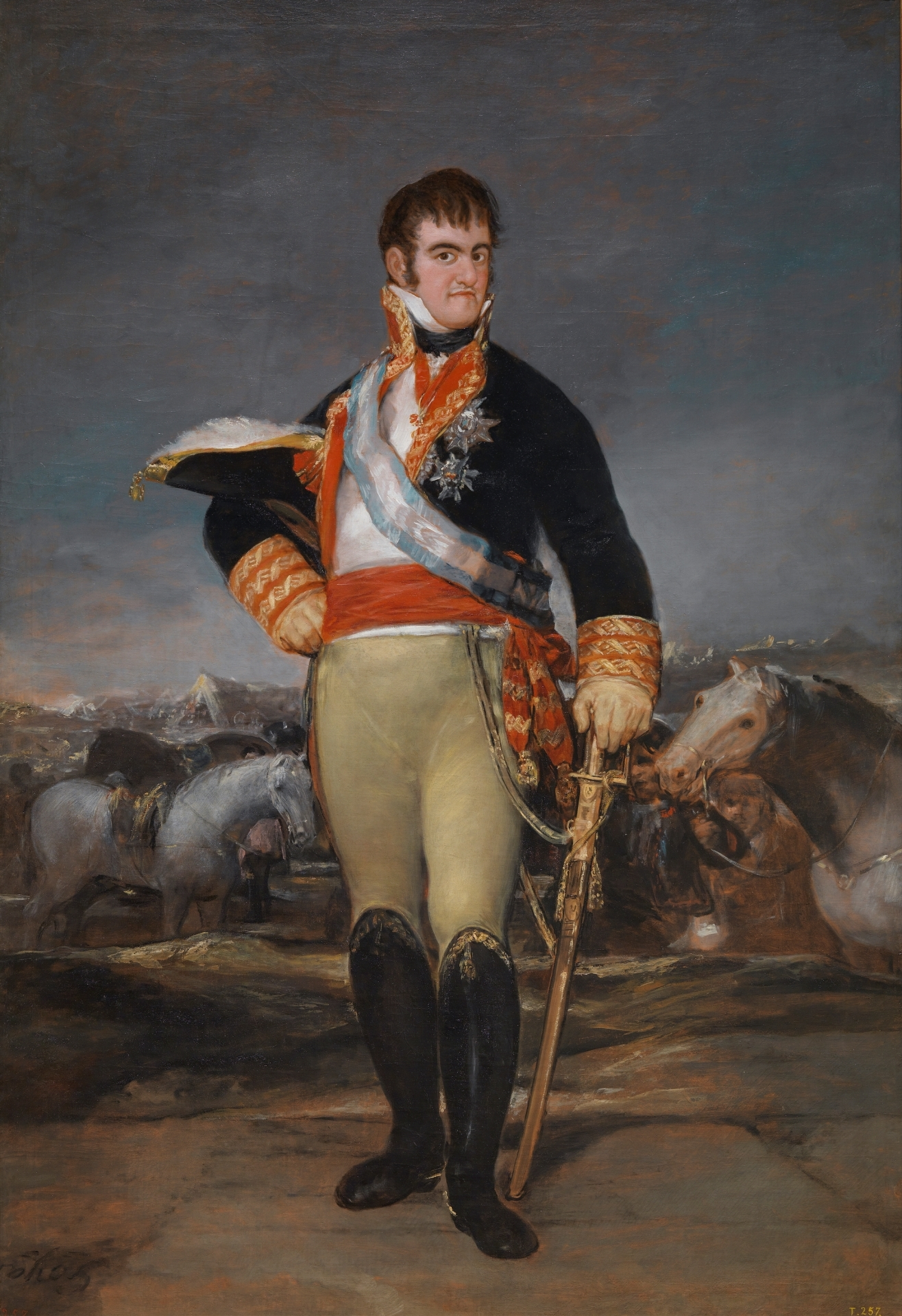
El Rey, Fernando VII.

El 24 de septiembre de 1810 se celebró la primera sesión de las Cortes Extraordinarias y Constituyentes en la ciudad de San Fernando. Fue en esta localidad donde se promulgaron los decretos relativos a la Soberanía Nacional, la división de poderes, la igualdad, la legalidad y la libertad de imprenta. Todo ello sentó las bases del Estado democrático y de derecho, así como el fin del Antiguo Régimen y el inicio de un nuevo tiempo para los españoles de los ambos hemisferios, la Península y las colonias en América.
La tarea de las Cortes de Cádiz fue crear un cuerpo legislativo (leyes) de carácter liberal sobre el que establecer un nuevo orden social que acabara con la sociedad estamental que había caracterizado a España hasta entonces. El producto de esta labor fue la Constitución de 1812. Todos estos movimientos sociopolíticos en la península fueron bien recibidos por los criollos y resistidos por la oligarquía centroamericana.
Antes ya había tenido su repercusión en el istmo centroamericano la independencia de los Estados Unidos de América a través de La carta de Filadelfia, del 4 de julio de 1776. En ella se estipula que los gobiernos tenían la obligación de garantizar la libertad, la vida y la felicidad de los habitantes; si los gobiernos no cumplían esta obligación, las personas podían cambiarlas. Estas ideas resonaron en las mentes de los criollos, quienes experimentaban el menosprecio por parte de los peninsulares. Estos se reservaban los mejores empleos, los altos cargos públicos, militares y religiosos.

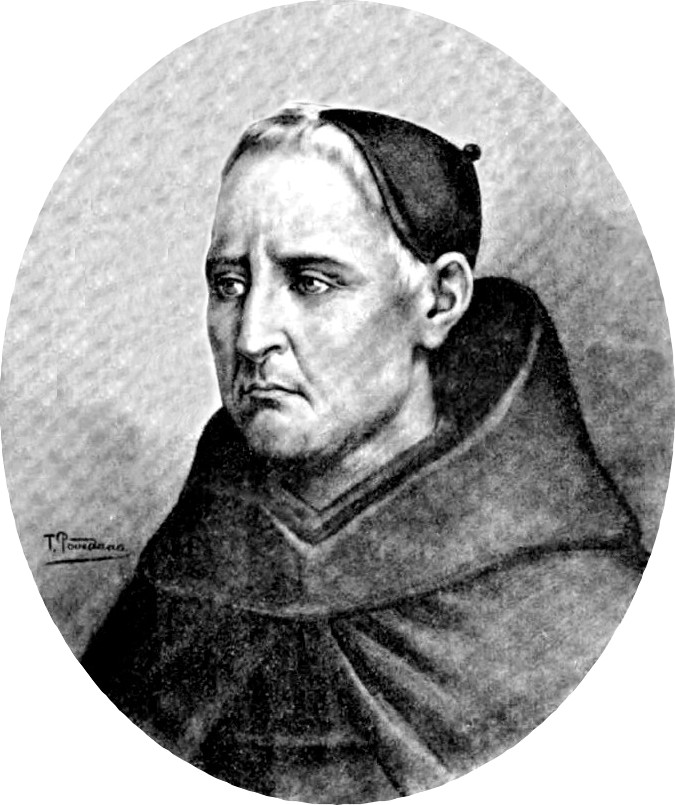
Antonio Liendo y Goicoechea, un fraile franciscano, reformó la educación en la universidad. Fue profesor de la mayoría de los eventuales líderes de la independencia centroamericana.

Las ideas del reformismo ilustrado español y de la ilustración racionalista europea, principalmente la francesa, que desembocó en la revolución que terminó con desigualdades y privilegios, también repercutió en Centroamérica: a finales del siglo xviii las obras francesas de autores como Montesquieu, Rousseau, de otros enciclopedistas y de otros autores franceses e ingleses llegaron a las bibliotecas de algunos ilustrados españoles; así, ideas como el contrato social ejercieron una atracción notable en los criollos centroamericanos que se educaban en las escuelas reformadas que había abierto el arzobispo Cayetano Francos y Monroy, quien llegó a Guatemala como arzobispo en sustitución de Pedro Cortés y Larraz cuando este renunció a principios de la década de 1780.
Francos y Monroy estaba muy involucrado con las corrientes liberales de los filósofos ingleses y de Jean-Jacques Rousseau que proporcionaron nuevos lineamientos en la pedagogía y la formación intelectual de las nuevas generaciones. Francos y Monroy inició en la Nueva Guatemala de la Asunción una reforma educativa, pues a su llegada solamente estaba la escuela de Belén, la que era incapaz de atender a todos los escolares, pues la población ascendía a veinte mil habitantes. Las escuelas no funcionaban porque los jesuitas habían sido expulsados en 1767 y el resto de entidades civiles y religiosas estaban trabajando arduamente en construir sus nuevos edificios tras el traslado desde la ciudad de Santiago de los Caballeros de Guatemala en 1776. Francos y Monroy fundó dos escuelas de primeras letras, la de San José de Calasanz y la de San Casiano, fundó un nuevo colegio que llamó «San José de los Infantes» y contribuyó económicamente para finalizar la construcción del Colegio Tridentino de la Nueva Guatemala de la Asunción, entre otros establecimientos.
La nueva orientación pedagógica de Francos y Monroy tenías tres objetivos: ciencias, costumbres y religión. De esta forma, se dio conocimiento a los niños adecuado a su edad y se les proporcionaron principios que poco a poco fueron desarrollando ciudadanos con mentalidad distinta a la acostumbrada y quienes en años posteriores serían protagonistas de los movimientos independentistas. Las familias criollas enviaban a sus hijos a estudiar a la capital en Guatemala, razón por la que las nuevas ideas de Francos y Monroy se diseminaron entre los futuros próceres de la Independencia.

### Primer grito en San Salvador

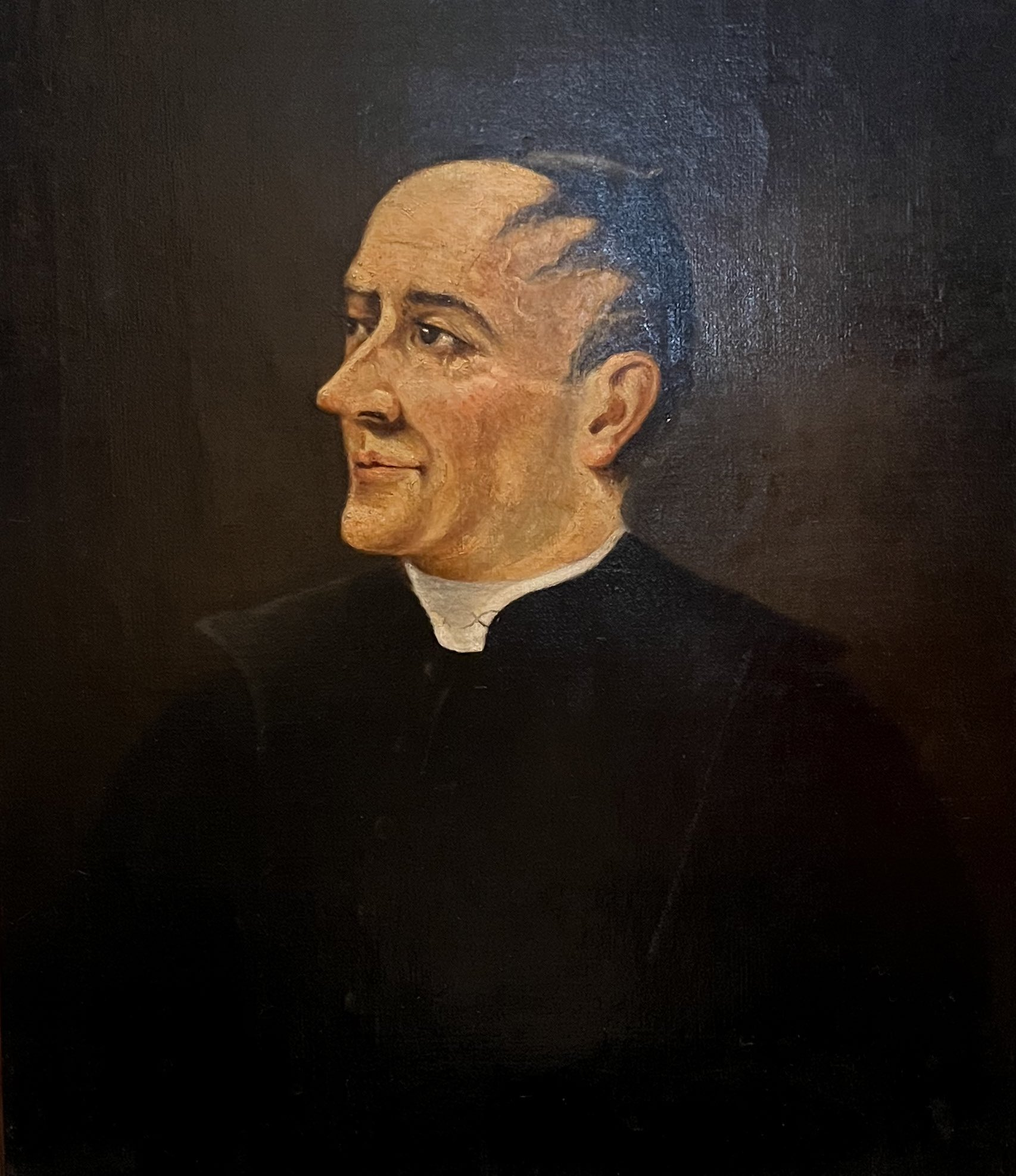
José Matías Delgado este prócer se convierte en figura clave del levantamiento del 5 de noviembre de 1811 contra la corona española. Participó decididamente en los eventos que dieron lugar a la proclamación de independencia, tras la que fue nombrado intendente de San Salvador. En julio de 1823 preside el Congreso Nacional. Fallece en el año de 1832 y un año más tarde es designado, por decreto, Benemérito del Estado de El Salvador.

El 5 de noviembre de 1811 estalló en la provincia de San Salvador (la cual cubría la mayor parte de lo que ahora es El Salvador) una conspiración encabezada por los curas José Matias Delgado y Nicolás Aguilar, dos hermanos de este último y los señores Juan Manuel Rodríguez y Manuel José Arce. Su plan consistía en apoderarse de unas armas que existían en la casamata de San Salvador y de doscientos mil pesos depositados en las arcas reales, con lo que creyeron era suficiente para lanzar el grito de la libertad.
Según el plan, los fusiles serían puestos en manos de rebeldes de esta ciudad especialmente en los del barrio de El Calvario. Una vez consumado esto, desconocerían la autoridad del intendente de la provincia, Antonio Gutiérrez de Ulloa, fundarían una Junta Popular de gobierno y procurarían hacer extensivo el movimiento a los demás puntos de la Provincia. Los revolucionarios contaban con la participación de las poblaciones de Metapan, Zacatecoluca, Usulután, y Chalatenango.
Parte del plan fue llevado a cabo por Los revolucionarios, porque lograron deponer al intendente, pero no lograron convencer a los ayuntamientos de los pueblos de San Miguel, Santa Ana, Sonsonate, y San Vicente; estos resistieron la idea independentista. Los cabecillas de aquel movimiento comenzaron a desalentarse y la insurrección de grupos que corrían en las calles sin objeto alguno, aunque sin causar el menor desorden a particulares.
Al saberse de este movimiento en Guatemala, se comenzó a reclutar tropas para aumentar el orden a la Provincia insurrecta pero habiendo aceptado el capitán general la mediación del ayuntamiento de Guatemala, llegaron a San Salvador los regidores Juan José de Aycinena y Piñol y José María Peinado facultados para recibir el gobierno de la Provincia. A estos sujetos se agregó el arzobispo de Guatemala fray Mariano Vidaurre y otros misioneros destinados a predicar contra los insurgentes.
El 3 de diciembre llegaron a San Salvador Aycinena y Peinado; el pueblo que una vez favoreció a los insurrectos recibió con júbilo la llegada de los pacificadores y el orden fue restablecido. El padre Delgado fue llamado a Guatemala, los misioneros predicaron con buen resultado y se les concedió una amnistía a los implicados en el movimiento revolucionario, quedando Peinado en el ejercicio del mando político y militar de la Provincia de San Salvador.

### Conjuración de Belén en Guatemala
En 1810 José de Bustamante y Guerra fue nombrado capitán general de Guatemala, en una época de gran actividad independentista; desarrolla una política reformista de corte ilustrado, pero ante la revolución de Miguel Hidalgo y Costilla y José María Morelos en México preparó tropas en Guatemala y creó el «cuerpo de voluntarios de Fernando VII» y desde su puesto se enfrentó a los constitucionalistas locales, reprimiendo duramente a los insurgentes y se opuso firmemente a la constitución liberal de 1812.
Desde el 28 de octubre de 1813, y después de la elección del rector de la Real y Pontificia Universidad de San Carlos Borromeo, se habían celebrado en la celda prioral del Convento de Belén varias juntas organizadas por fray Juan Nepomuceno de la Concepción. Los que allí se reunían juraban mantener en secreto lo tratado, sin embargo, es probable que leyeran una proclama de José María Morelos y discutieran la posibilidad de destituir al capitán general Bustamante y Guerra. En noviembre hubo otra reunión en casa de Cayetano y Mariano Bedoya, hermanos menores de doña Dolores Bedoya de Molina, y cuñados de Pedro Molina Mazariegos.

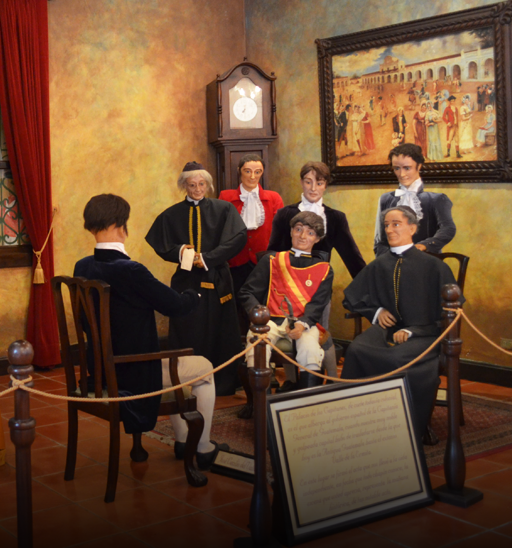
la representación de la firma del acta del 15.sept.1821 en el Parque Xetulul, en Guatemala. Resalta el presbítero salvadoreño Dr. José Matías Delgado y de León, último comisario del Santo Oficio en la Intendencia de San Salvador.

El 21 de diciembre de 1813, Bustamante y Guerra se enteró de que en el Convento de Belén se reunían sediciosos para intentar una sublevación. Dictó un auto para que los religiosos de ese monasterio fueran apresados. En la acometida resultarían presos el doctor y presbítero Tomás Ruiz Romero, y su hermano José; los hermanos Bedoya, Cayetano y Manuel; el teniente Joaquín Yúdice; el sargento primero León Díaz; Andrés Dardón; y los frailes Manuel de San José y Juan Nepomuceno de la Concepción. Esta resolución fue comunicada por el alcalde del ayuntamiento el día 24. De ahí en adelante, hasta el siguiente mes, otros diez individuos resultarían apresados, incluyendo al fraile Víctor Castrillo. También se libró orden de captura contra el regidor José Francisco Barrundia, alférez de Dragones y regidor del ayuntamiento. Barrundia y un empleado de nombre Manuel Ibarra huyeron; los demás fueron reducidos a estrecha prisión y encausados.

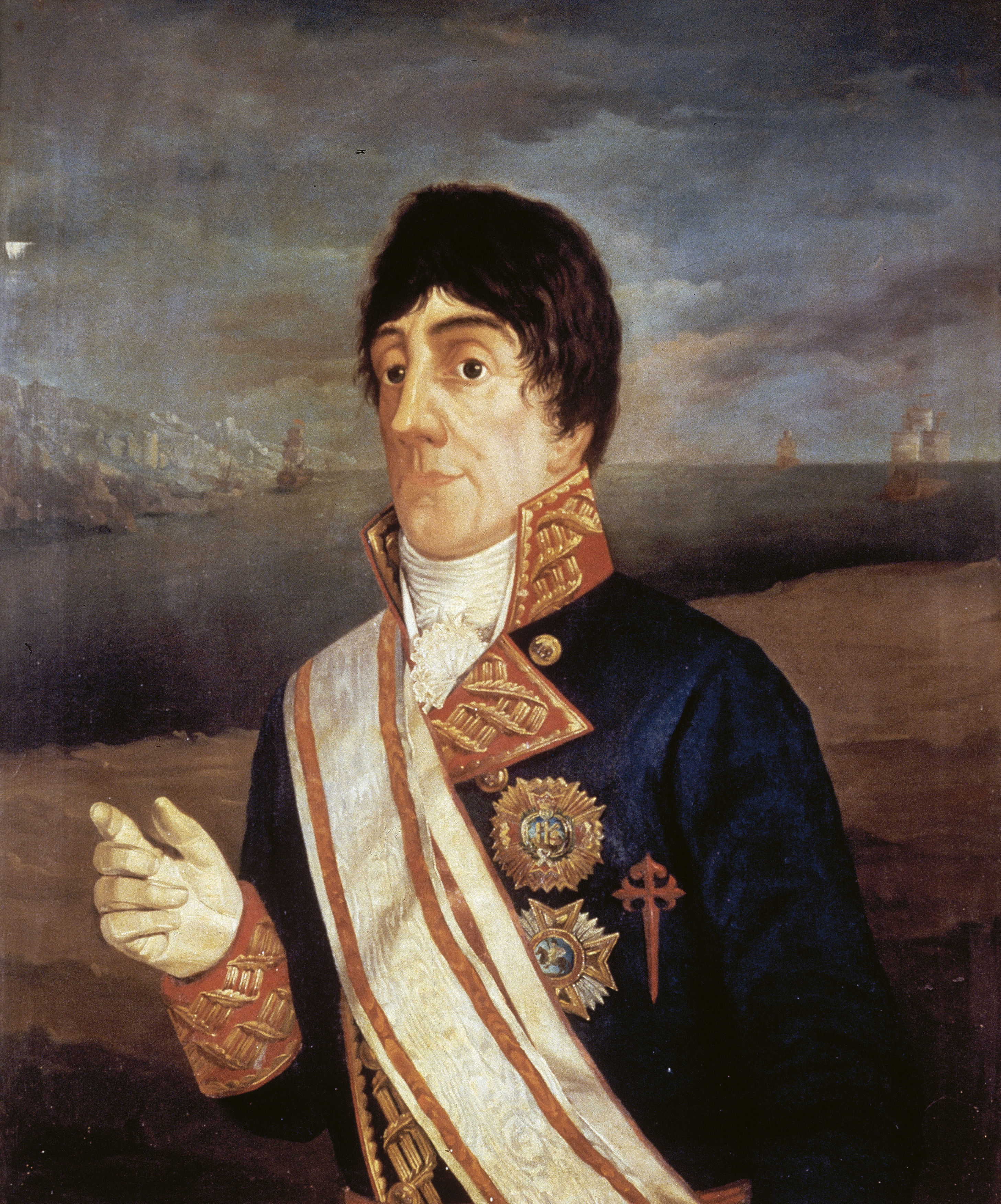
El capitán general de Guatemala, José de Bustamante y Guerra.

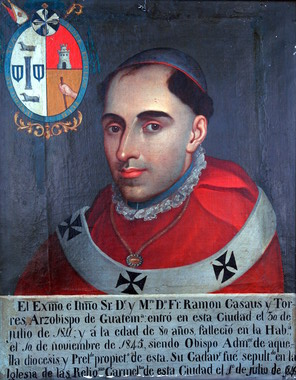
Arzobispo de Guatemala Ramón Casaus y Torres, colaboró con el capitán general José de Bustamante y Guerra y se opuso a los movimientos liberales independentistas.

El capitán general se percató de la conjura por medio del teniente Yúdice, a quien se habrían sumado José de la Llana y Mariano Sánchez. Asimismo, Bustamante comisionó a su sobrino el carmelita fray Manuel de la Madre de Dios en la casa de correos, para que abriese toda correspondencia que cayera en sus manos.

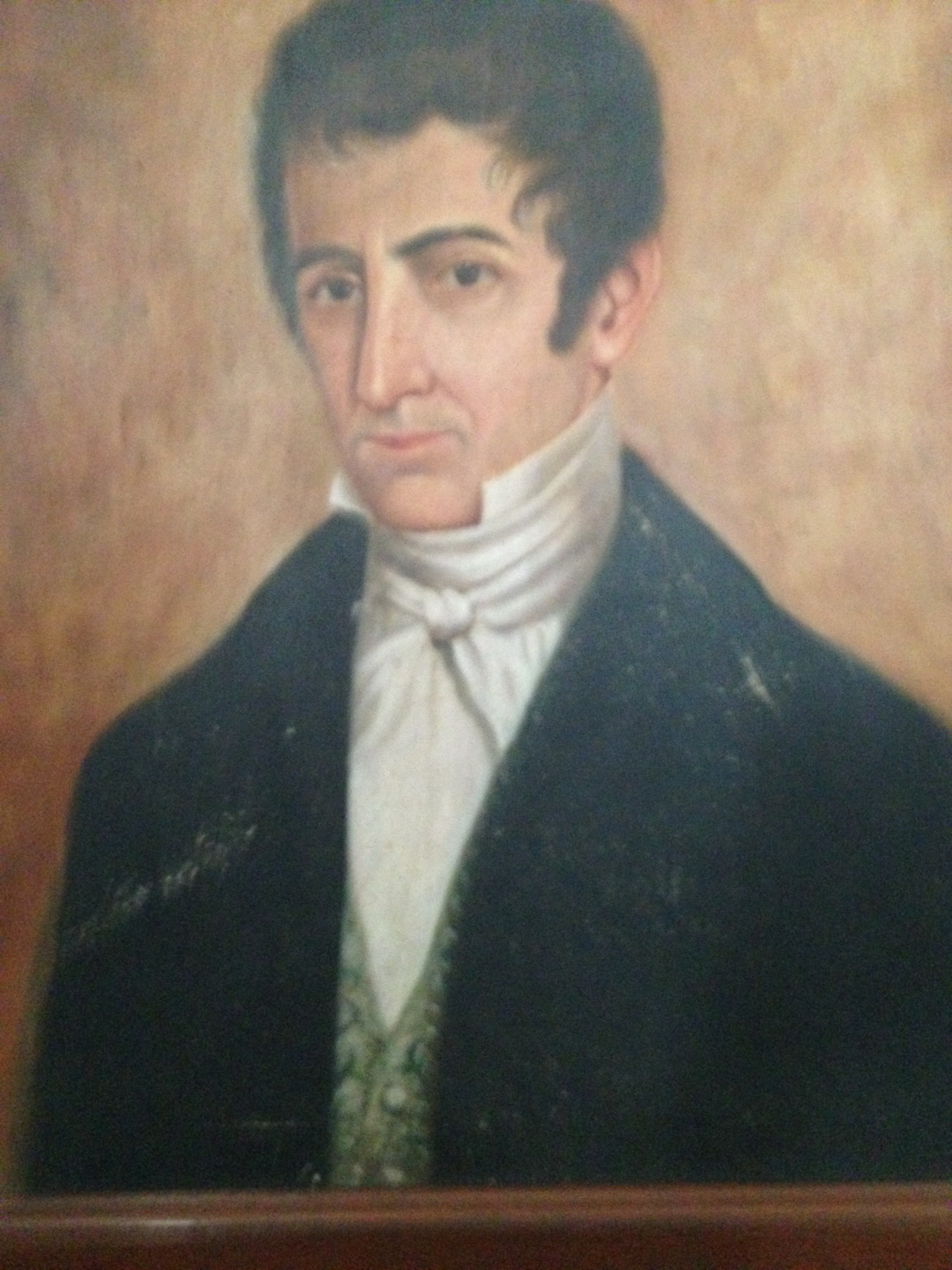
José Cecilio del Valle, redactor del acta de independencia.

Bustamante y Guerra después denunció a su sucesor nombrado Juan Antonio de Tornos, Intendente de Honduras, por supuestas tendencias liberales y así logró su confirmación en su puesto por Fernando VII en 1814. 
El comunicado de las penas se dio el 18 de septiembre de 1814: José Francisco Barrundia, Joaquín Yúdice, Tomás Ruiz y Víctor Castrillo fueron sentenciados a pena de muerte por medio de garrote, mientras que todos los demás fueron sentenciados a la pena de horca, excepto por tres de ellos, condenados a diez años de cárcel en África, y destierro perpetuo de los dominios de América. Cinco años después fueron puestos en libertad por una amnistía general ordenada por el Rey Fernando VII. 
En cuanto a Bustamante y Guerra, este fue destituido en agosto de 1817 y volvió a España en 1819. Ese mismo año entró nuevamente a formar parte de la Junta de Indias.

### Segundo movimiento de 1814

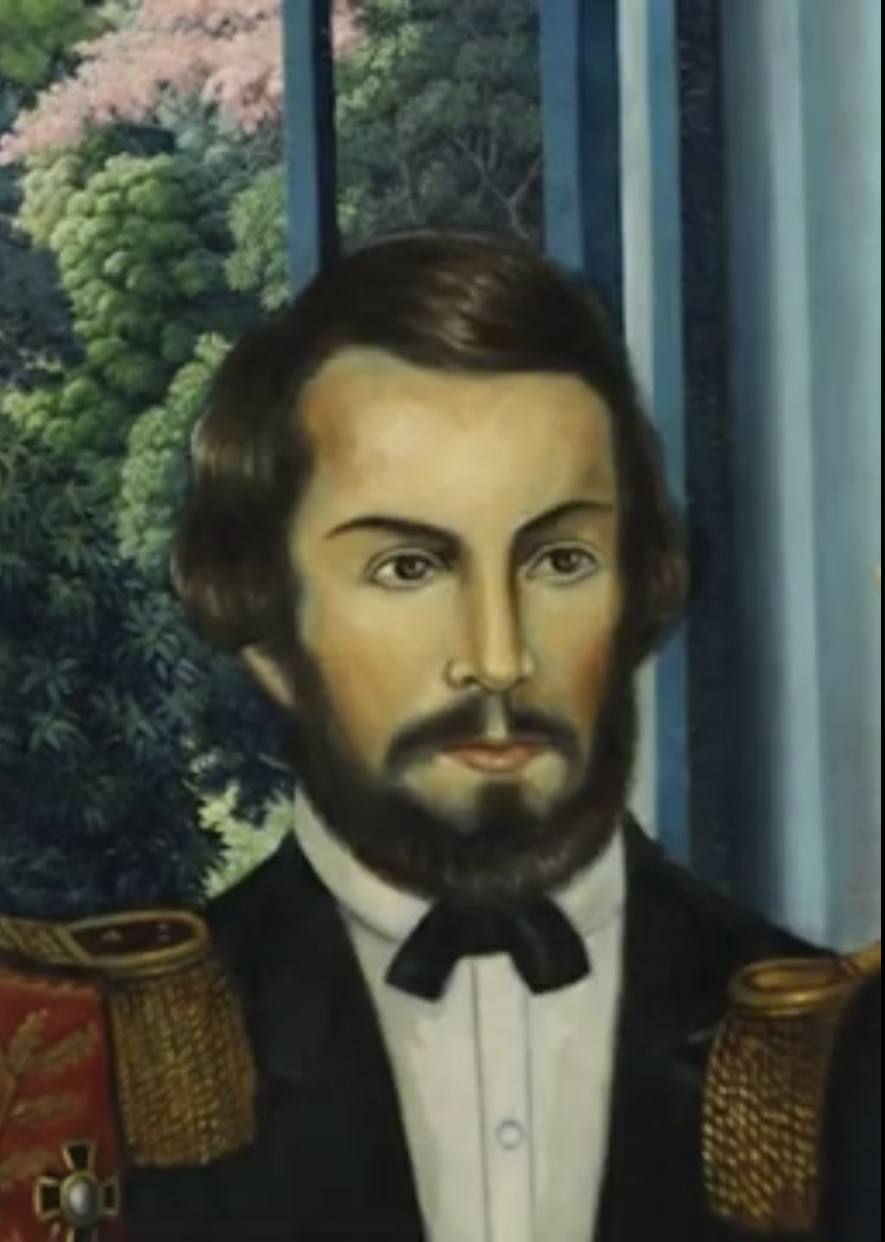
Juan Manuel Rodríguez, alcalde primero de San Salvador en 1814 y uno de los líderes del Segundo movimiento independentista en San Salvador de 1814.

El 24 de enero de 1814, se llevó a cabo en San Salvador un segundo movimiento independentista, con amplia participación popular, pero al igual que los anteriores terminó siendo desastroso. Santiago José Celís, uno de los líderes fue asesinado, y los demás cabecillas fueron arrestados.
En mayo de 1814, Fernando VII regresó a España como rey, e inmediatamente restableció el absolutismo, derogando la Constitución de Cádiz. Los efectos de las medidas reales se hicieron sentir en Centroamérica, donde el Capitán General de Guatemala, José de Bustamante y Guerra, desató una persecución en contra de los independentistas y los defensores de las ideas liberales, que se prolongaría hasta la destitución de Bustamante en 1817.

## La Proclamación de la independencia
En 1818 el implacable Bustamante dejó el poder y le sustituyó Carlos Urrutia, un hombre de carácter débil en cuyo gobierno los independentistas ganaron terreno. En 1820 el rey de España Fernando VII se vio forzado a restablecer la constitución de 1812, con lo que nuevamente se implementó en Centroamérica la libertad de prensa. En ese mismo año el doctor Pedro Molina Mazariegos comenzó a publicar El Editor Constitucional, periódico en cual criticó al gobierno de la colonia, defendió los derechos de los criollos centroamericanos y se promovió la independencia.

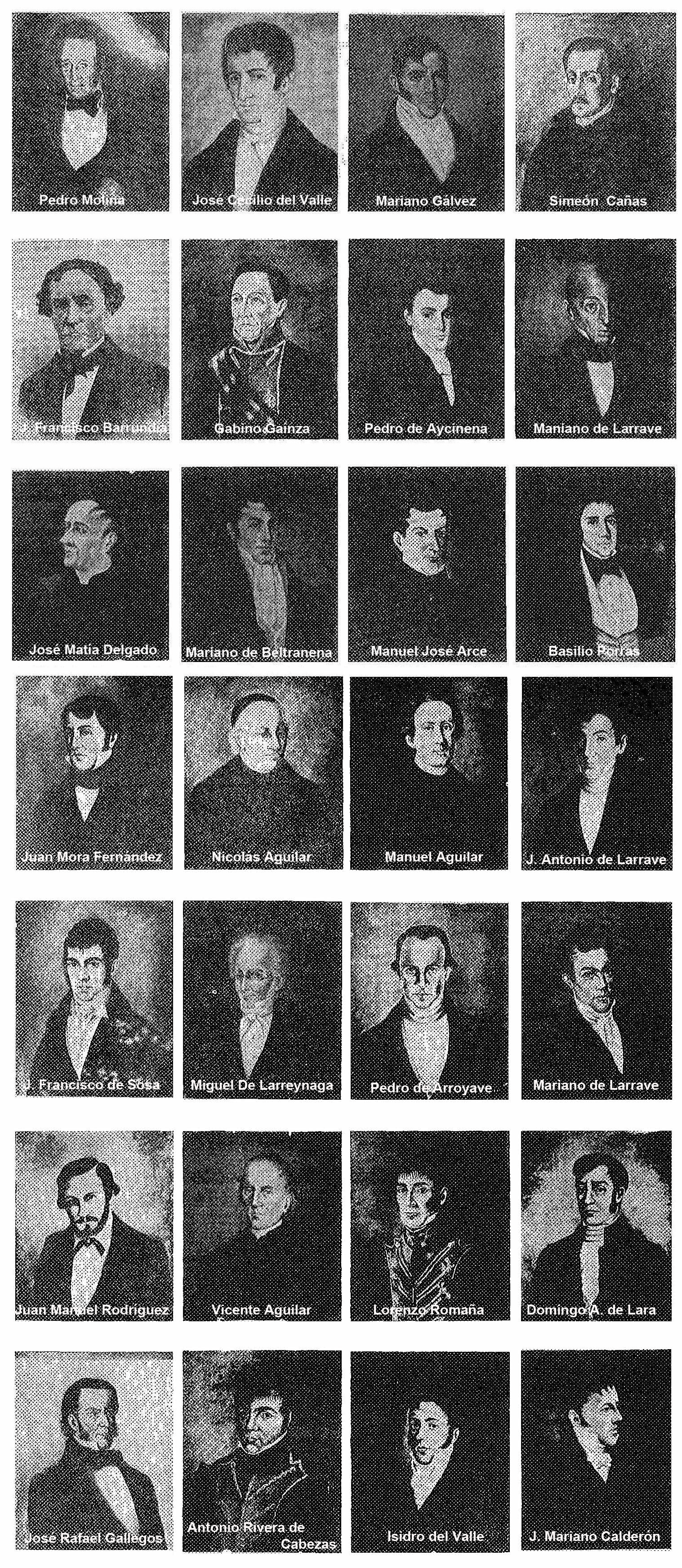
Próceres de la independencia Centroamérica

En México, la revolución obtuvo un completo triunfo y a través del Plan de Iguala declaró su independencia total de España el 24 de febrero de 1821. Esta noticia desconcertó a las autoridades españolas de Guatemala y la vez sirvió de estímulo a la causa independentista. El 9 de marzo, presionado por los liberales independentistas, el capitán general dejó el puesto para que fuese ocupado por el subinspector del ejército Gabino Gaínza. Gaínza era del agrado de los independentistas, porque además de ser un hombre de una edad muy avanzada, también era de carácter débil y voluble. Bajo su mando, Centroamérica experimentó una agitación social de niveles intolerables. Esta situación obligó a la diputación provincial a solicitar a Gainza una reunión para discutir el difícil tema de la independencia.
Gainza entonces, atendiendo este llamado, reunió una junta de notables compuesta por el señor arzobispo, diputados, jefes militares, los prelados de las órdenes religiosas, y empleados de hacienda. En aquella memorable reunión presidida por el mismo Gainza, los presentes externaron con libertad su opinión. El señor José Cecilio del Valle tomó la palabra y en un largo discurso demostró la necesidad y la justicia de la independencia, pero manifestando que, para proclamarla primero debía oírse el voto de la Provincias.

Sin embargo, el pueblo que asistía a tan importante acto pidió a voces la independencia, y esta fue proclamada el 15 de septiembre de 1821. Valle redactó aquel memorable documento, así mismo también redactó el Manifiesto que publicó el capitán general Gainza sobre el gran suceso de la independencia.
| 1. º Que siendo la independencia del gobierno español la voluntad general del pueblo de Guatemala, y sin perjuicio de lo que determine sobre ella el Congreso que debe formarse, el señor jefe político la mande publicar, para prevenir las consecuencias que serían temibles en el caso de que la proclamase de hecho el mismo pueblo. — Art. 1 del Acta de Independencia. |

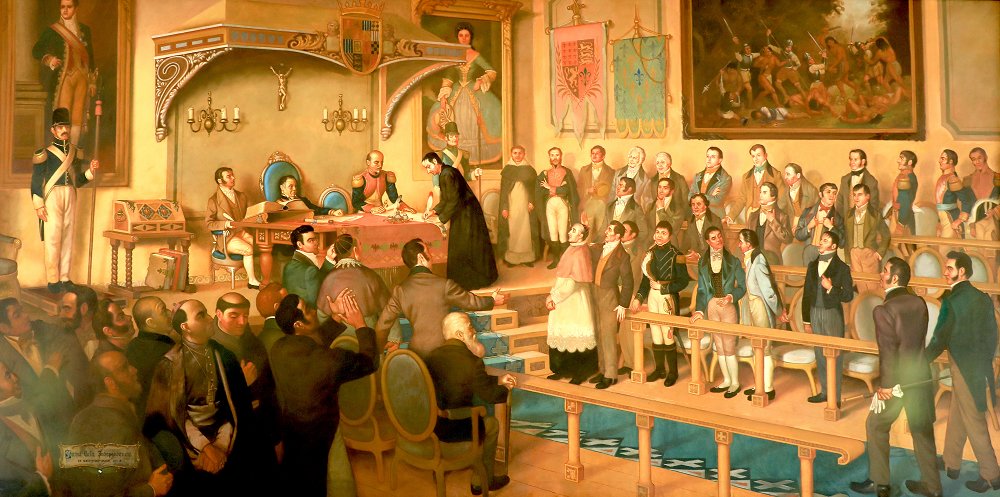
Firma de la Independencia, pintura de Luis Vergara Ahumada. Que representa el momento en que el padre José Matías Delgado firma el acta.

En el Acta de la Independencia se fijaron las bases de un nuevo régimen: se determinó que se eligiesen por las Provincias, Representantes para formar el Congreso de la nación, al que debía corresponder la fijación de la forma de gobierno y la formación de la constitución. También se determinó "que la elección de Representantes se hiciese por las mismas juntas electorales que había elegido diputados a las cortes de España, observándose las leyes anteriores para el procedimiento de la elección: que las provincias eligiesen Representantes sobre la base de un Diputado por cada quince mil habitantes.
Que el congreso Constituyente se reuniese el 1 de marzo de 1822 y que hasta su reunión no se hiciese alteración alguna en la observación de las leyes españolas, ni con respecto a los tribunales y funcionarios existentes. Además se estableció que se conservase la religión católica en toda su integridad y pureza; y que mientras el país se constituía, el jefe Gabino Gainza continuase con el gobierno superior, político y militar, obrando de acuerdo con una Junta Provisional Consultiva."
Ese mismo día el jefe político Gabino Gainza emitió un manifiesto para toda la población de la Capitanía General de Guatemala luego de haberse firmado el Acta de Independencia y que acompañó en la notificación a las demás provincias del reino.

Manifiesto del gefe politico a los ciudadanos de Guatemala
Otros Gobiernos hablan de necesidades del fisco creadas ó aumentadas por su mano, de planes trasados ó providencias meditadas por ellos mismos, de autos proveidos, ó medidas tomadas por el dictamen de un asesor, ó el consejo de un valído.
El Gobierno de Guatemala os habla, Ciudadanos, de lo que vosotros mismos habeis deseado, de lo que vosotros mismos habeis proclamado.
Desde el año de 10. empesaron á commoverse las dos Americas meridional y septentrional: desde entonces empesaron á defender sus derechos, y sostener sus tìtulos: desde entonces empesaron los acentos, y comensaron las voces de libertad é independencia.
Guatemala, colocada en medio de una y otra América, èra espectadora alegre y tranquíla de àmbas. Sus hijos oían con placer las voces observaban con gozo los pasos de los que siempre han creído hermanos suyos; y si nó publicaban con el labio los sentimientos que habia en el pecho, eran sin embargo americanos; amaban lo que era amado: deseaban lo que era ansiado.
El movimiento que se propaga en lo fisico con celeridad, marcha tambien en lo politico con rapides; y era imposible que commovida al Sur y al Norte toda la masa de este continente, siguiese el centro en reposo.
Resonó en la Nueva España la voz de independencia, y los ècos se oyeron al momento en Guatemala: Se encendió entonces el deseo que jamas se habìa apagado; pero los Guatimaltecos pacificos siempre y tranquílos, esperaban que los de Mexico llegasen à su ùltimo termino. Duró meses esta espectativa; pero la energía de los sentimientos crece en progresion. Las noticias de N. España la aumentaban á cada correo. Se movió Oaxaca; y el movimiento pasó à Chiapa, que es en contacto con ella.
Era natural que se comunicase á todas las Provincias, por que en todas ellas es una la voluntad, uno el deseo. Mantenerse indiferentes era quedarse aìslados: exponerse á divisiones funestas: cortar relaciones: y sufrir todos los riesgos.
Este discurso de los hijos de Guatemala produjo los efectos del rayo. Abrazó los pechos: encendió los deseos, y el Gobierno, espectador de ellos, consultó al instante á la Excma. Diputacion Provincial llevando à su vista los papeles oficiales de Chiapa.
Conforme con su acuerdo, mandé que al dia siguiente 15. de este mes, se reuniesen en Palacio, el Illmo Señor Arzobispo, los SS. que diputase la Excma. Audiencia territorial, el Excmo. Ayuntamiento, el venerable Señor Dean y Cabildo, el M. I. Claustro, el Consulado, el M. I. Colegio de Abogados, los Gefes militares y de Rentas, los Prelados regulares, y los funcionarios pùblicos.
El Pueblo no fué indiferente à un asunto que era suyo. Se reunió en torno de Palacio, en la calle, en la plaza, en el portal, en el àtrio, en el Corredor y ante sala. Manifestó la moderacion que le ha distinguido siempre; pero acreditó que sabe amar su causa y celebrar sus intereses.
Quando algunos funcionarios, sin resistir la independencia, decian solamente que se esperase el resultado final de Mexico, un mormullo sordo, pero perceptible indicaba la desaprovacion. Quando los Prelados ú otros empleados manifestaban que la voz de Guatemala es la de América, y que era presiso atender sus acentos, el clamoreo General publicaba los votos de la opinion. Quando se añadió, que la institucion de nuevo Gobierno y sancion de ley fundamental deben ser obra de los representantes de los Pueblos, los VIVAS fueron tambien señal indudable de la voluntad general.
Fué inéquivoco el resultado de la discucion, y teniendolo presente acordé de conformidad con lo consultado por la Excma. Diputacion Provincial y SS. Individuos del Excmo. Ayuntamiento todos los puntos expresos en el acta que tengo el honor de circular.
Miradla Ciudadanos, como el preliminar de la Carta grande que debe asegurar vuestros derechos. Guatemala es un todo hermoso compuesto de Cartago y Leon, Comayagua, y Tegucigalpa, San Salvador y San Miguel, Sacatepeques y Escuintla, Quesaltenango y Chiapa, Sonsonate y Suchiltepeques, Sololá, Totonicapan
y Chimaltenango, Verapaz y Chiquimula. Que vengan á esta Capital sus Diputados ò Representantes: que manifiesten á la faz del mundo la voluntad de sus provincias: que designen la forma del gobierno, y decreten la Constitucion polìtica que os hade elevár á la felicidad á que os llama la posicion geografica de vuestro suelo.
Este es el deseo del Gobierno: esta es la voluntad de las Autoridades: estos son los sentimientos de Guatemala.
Si en todos Paises y edades la union es la fuerza de los Pueblos, en el presente es mas que en todos tiempos precisa y necesaria. El Gobierno la recomienda á los Ciudadanos: la recomienda á los Pueblos: la recomienda á las Provincias. Que haya diviciones cuando la ley misma divide en dos sociedades á los individuos de una sociedad: que las haya cuando la ley eleva à unos Pueblos sobre la ruina de otros. Pero en un gobierno libre, en un gobierno que debe ser instituido por la voluntad misma de los representantes de los Pueblos, deben cesar los motivos de divicion, triunfar la union, y desaparecer las causas de los partidos.
Elegid, Ciudadanos individuos de las juntas electorales de Provincia, Diputados dignos de los Pueblos que han de representar: elegid á hombres penetrados del entuciasmo eroico de la América: elegid talentos: buscad genios bastante grandes para formar la legislacion que deba regiros en lo sucesibo.
Todo va á ser obra vuestra, Ciudadanos. Vuestra voluntad es la que formará el Congreso; y el Congreso que formeis es el que hará vuestra ventura ó infelicidad. Meditad, Ciudadanos, la obra grande que se pone en vuestras manos. Vuestra voluntad decidirá el gobierno; y Yo sensible á los votos que me há dado el Pueblo, sensible á la confianza que me hà echo tanto honor, juré oy, y juraré quando se decrete vuestra Constitucion, ser fiel al gobieno Américano, y sostenerle con las fuerzas que habeis puesto à mi mando. 
Palacio nacional de Guatemala 15. de Setiembre de 1821.

Gavino Gainza.

## Contexto y desigualdades sociales
La historia oficial destaca el rol que asumieron las élites de origen español y criollo en las diferentes provincias de Centroamérica. Los estudios de Samuel Stone muestran que  las élites de poder en Centroamérica provienen de pocas familias que generaron por más de 500 años alianzas estratégicas familiares y comerciales en la región, que les permitieron permanecer en el poder político y económico.

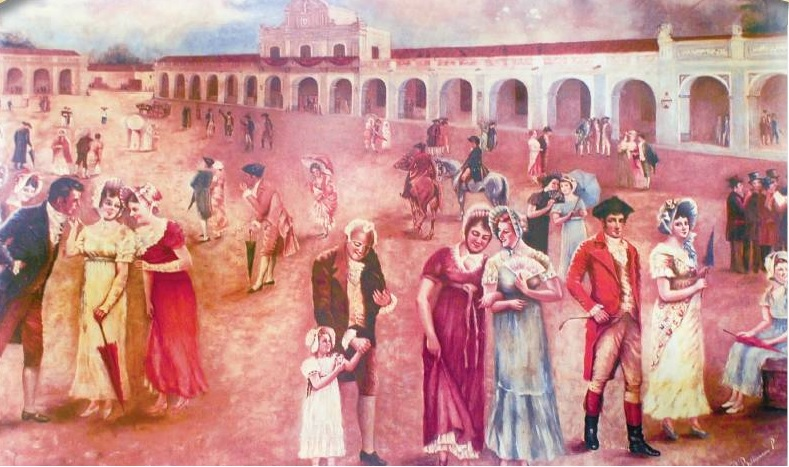
Criollos Celebran al conocer la declaración de independencia de España el 15 de septiembre de 1821.

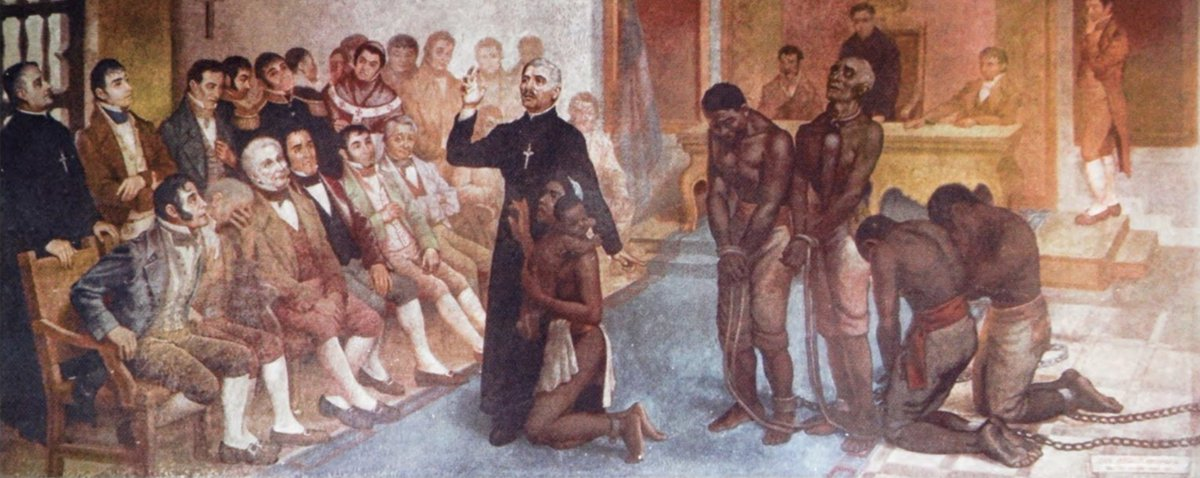
Pintura de Luis Vergara Ahumada. Muestra al diputado, José Simeón Cañas promulgando su famoso discurso, la abolición de la esclavitud.

Según Edelberto Torres-Rivas, la estratificación social del Reino de Guatemala en los albores de la Independencia (1820),  incluía a 40.000 criollos y españoles, 300.000 castas y mestizos y 600.000 indios, de los cuales casi la mitad de esa población vivía en Guatemala. En el caso de Costa Rica, la provincia más lejana, habitaban alrededor de 60.000 personas; de acuerdo con el censo de 1823-24 se contabilizó un total de 57.146 habitantes, sin incluir el Partido de Nicoya.  Al momento de la independencia de España, la élite económica y política asume el poder de los principales estamentos de los gobiernos en las provincias. Los más eruditos asumieron la tarea de redactar las Actas de Independencia, así como los pactos sociales y acuerdos durante el proceso de transición que culminaron con su adhesión temporal al Imperio de Iturbide en México (1822-1823), que luego pasaron a conformar la República Federal de Centroamérica (1824-1839) y posteriormente las Constituciones políticas de las repúblicas independientes. 
Los estudios de Marta Elena Casaús Arzú explican la configuración de éstas élites como redes familiares que fueron tejiendo alianzas estratégicas para sostener una privilegiada posición social mediante estrategias de dominación en las estructuras de poder político y económico, estrechamente articuladas con la Iglesia Católica. Estas redes familiares estaban ligadas por cuatro factores fundamentales: las alianzas comerciales, los matrimonios, la proximidad geográfica y su procedencia étnica y como socios dentro de las organizaciones gremiales, políticas, educativas, religiosas, culturales y sociales. Las estrategias utilizadas fueron mediante los pactos matrimoniales, las relaciones socioeconómicas, la participación política, la institucionalidad religiosa, los patrones de inversión, tierra-capital, infraestructura y  otras formas de organización propia, que les permitieron sobrevivir desde la invasión española hasta hoy en día.
En 1539 llegan las primeras mujeres españolas a Centroamérica. Unos 15 años después de que se inició la conquista en 1524. Esto explica el acelerado proceso de mestizaje, producto de actos de violencia o enamoramiento, que dieron lugar a las primeras generaciones de criollos. Al respecto,  Casaus Arzú destaca que solo los mestizos de la primera generación fueron considerados españoles de pleno derecho. Un ejemplo de ello fue Leonor, hija del conquistador Pedro y Luiza de Alvarado de Xicotencatl, Guatemala, de donde se origina una de las 20 familias que pudieron reproducir su linaje y lograr que su estirpe sobreviviera. Para el sociólogo político Samuel Stone, la configuración de estas élites se extendió a toda Centroamérica, donde las alianzas y parentescos tienen antepasados comunes, pero a su vez cada república se fue diferenciando una de la otra conforme adoptaron sistemas políticos y culturales diferentes.
Desde las primeras medidas tomadas por los primeros gobernantes de Centroamérica, se definieron lineamientos internos en cada provincia que excluyó  a amplios sectores de la población, entre ellos a las mujeres, que no tenían derechos al voto y un limitado acceso a la educación, a las personas menores de edad, quienes no tenían acceso a la tierra o a recursos de capital, o las poblaciones indígenas y afrodescendientes. La abolición de la esclavitud en Centroamérica fue declarada por decreto de la Asamblea Nacional Constituyente  el 11 de marzo de 1824, a iniciativa del presbítero José Simeón Cañas, a cambio de una compensación a sus dueños o patronos.

## Mujeres en la Independencia
En los años anteriores a la Independencia ya habían llegado las noticias de la Revolución francesa y empezaban a debatirse, en círculos muy cerrados de mujeres, ideas de libertad, igualdad, fraternidad. Sin embargo, son escasas las referencias de mujeres, en Guatemala destaca el aporte de María Josefa Granados, escritora que debatía cuestiones políticas. Según los estudios de la historiadora hondureña Anarella Vélez Osejo, el papel de las mujeres en el proceso de independencia de la región centroamericana (1810-1842) fue relevante y destaca los nombres de algunas de las más reconocidas. En Guatemala es relevante el rol de Dolores Bedoya de Molina (1783- 1853) quien salió a las calles  de la Ciudad de Guatemala animando  a la población para que apoyara la firma del Acta Independencia. En El Salvador,  María Feliciana y su hermana Manuela Miranda, jugaron el papel de divulgar entre los criollos que se estaban organizando el primer movimiento independentista en San Salvador, convirtiéndose en voceras de la campaña de Sensuntepeque. También tomaron las armas en la insurrección del 19 de diciembre de 1811.  Manuela Antonia Arce y María Felipa Aranzamendi fueron defensoras de sus esposos encarcelados en Guatemala y San Salvador por rebelarse en contra del imperio colonial. Fueron activistas, conspiradoras, espías y mensajeras. Mercedes Castro fue fusilada en San Miguel por su lucha libertaria. Josefina Barahona, Micaela y Feliciana Jerez también aportaron al proceso libertario. En Nicaragua, Josefa Chamorro fue una figura clave de su tiempo en Granada. Su casa funcionó como espacio seguro para los grupos que lucharon contra la autoridad española. En 1812 fue detenida y acusada de haber proveído alimentos a caudillos revolucionarios, ocultar armas y efectuar reuniones políticas.
Pese a estos casos puntuales, la estructura  ejercía un control de las mujeres, mediante la explotación del trabajo gratuito y forzado a través de preceptos religiosos y patriarcales que normalizaban la condición de subordinación y exclusión de las mujeres. Desde una perspectiva de clase, la situación era diferente para las mujeres criollas, de las élites, que para las mujeres indígenas y mestizas. Mientras las primeras tenían acceso a los privilegios de su clase, las segundas estaban en condición de servidumbre, realizaban el trabajo doméstico y de crianza, incluso se acostumbraba que ellas fueran "amas de leche" (aunque esta última se daba de manera minoritaria).
La estructura socio racial  reforzaba esa exclusión. En el período previo a la Independencia las mujeres en la Capitanía General, actual Centroamérica, vivían excluidas del espacio público. Se sabe que en La Nueva España, la actual  Centroamérica,  solo el 20% de la población sabía leer y el porcentaje de las mujeres era mucho menor.  Las mujeres indígenas debían tributar a las autoridades españolas, igual que sus pares masculinos, y cumplir el rol de esposas y madres, sometidas a tratos denigrantes en el marco de jerarquías de género. Las ladinas y mestizas, tanto en el área rural como en la ciudad, se dedicaban a diversos oficios.

## Galería de imágenes

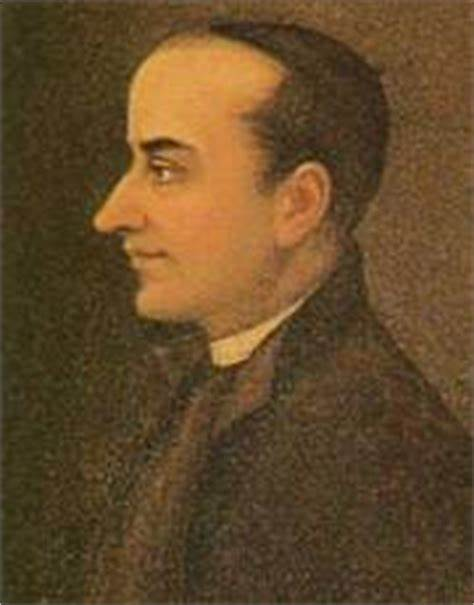
José Matías Delgado  de El Salvador Presbítero, Político, Doctor y Padre de la Patria Centroamérica una de las pocas figuras destacadas respetadas por liberales y conservadores por igual. Aún venerado como el patriota más tenaz de su tiempo
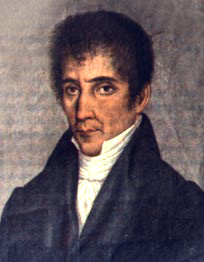
José Cecilio del Valle de Honduras  fue un filósofo, político, abogado y periodista, una de las figuras más importantes de Centroamérica durante la transición del gobierno colonial a la independencia
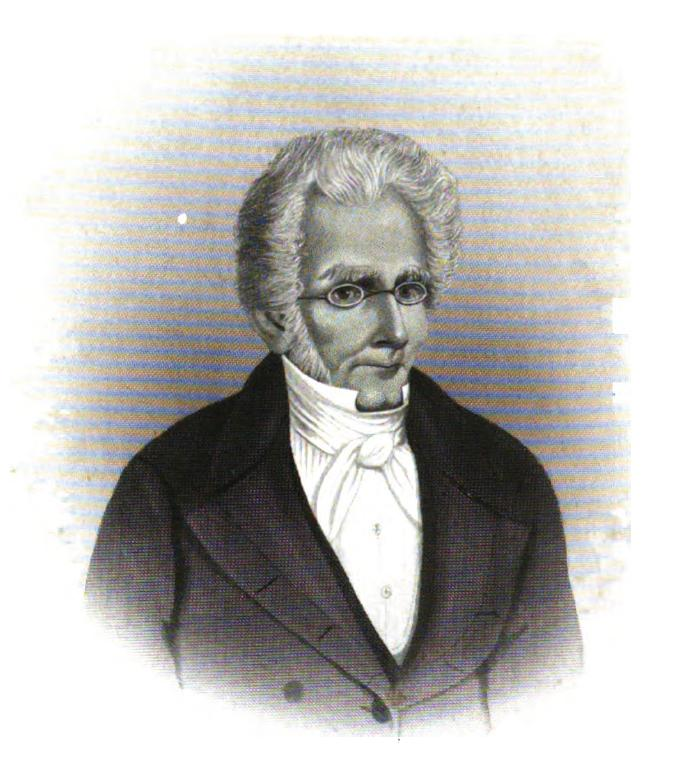
Miguel de Larreynaga de Nicaragua  Prócer de la Independencia de Centroamérica co-redactor del Acta el 15 de septiembre de 1821.
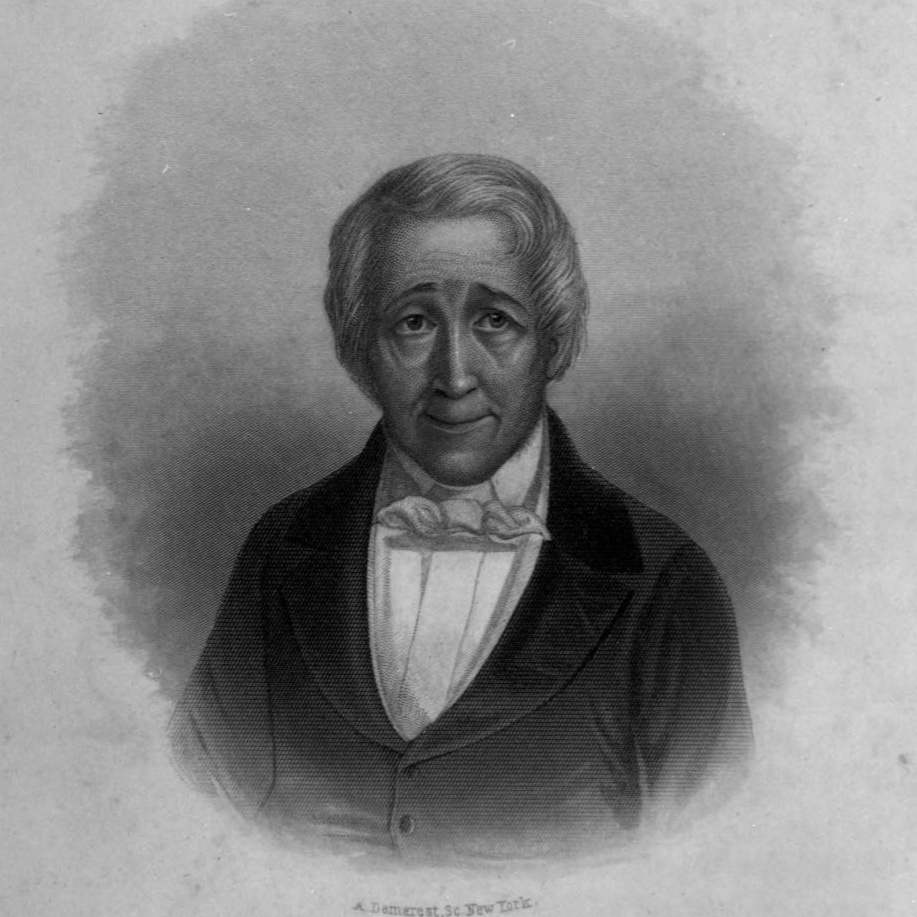
Pedro Molina Mazariegos de Guatemala  Prócer de la independencia de CA y jefe del Estado de Guatemala en la Federación.
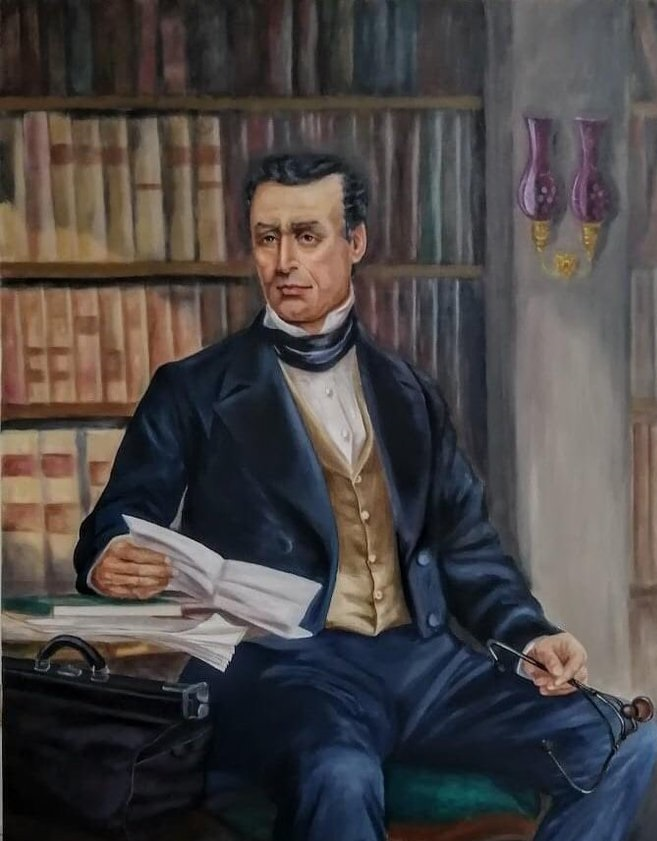
Pablo Alvarado y Bonilla,  de Costa Rica. Apresado por redactar y difundir un impreso, en la ciudad de Guatemala, con ideas a favor de la libertad (1808). Republicano y federalista, diputado de Centroamérica.
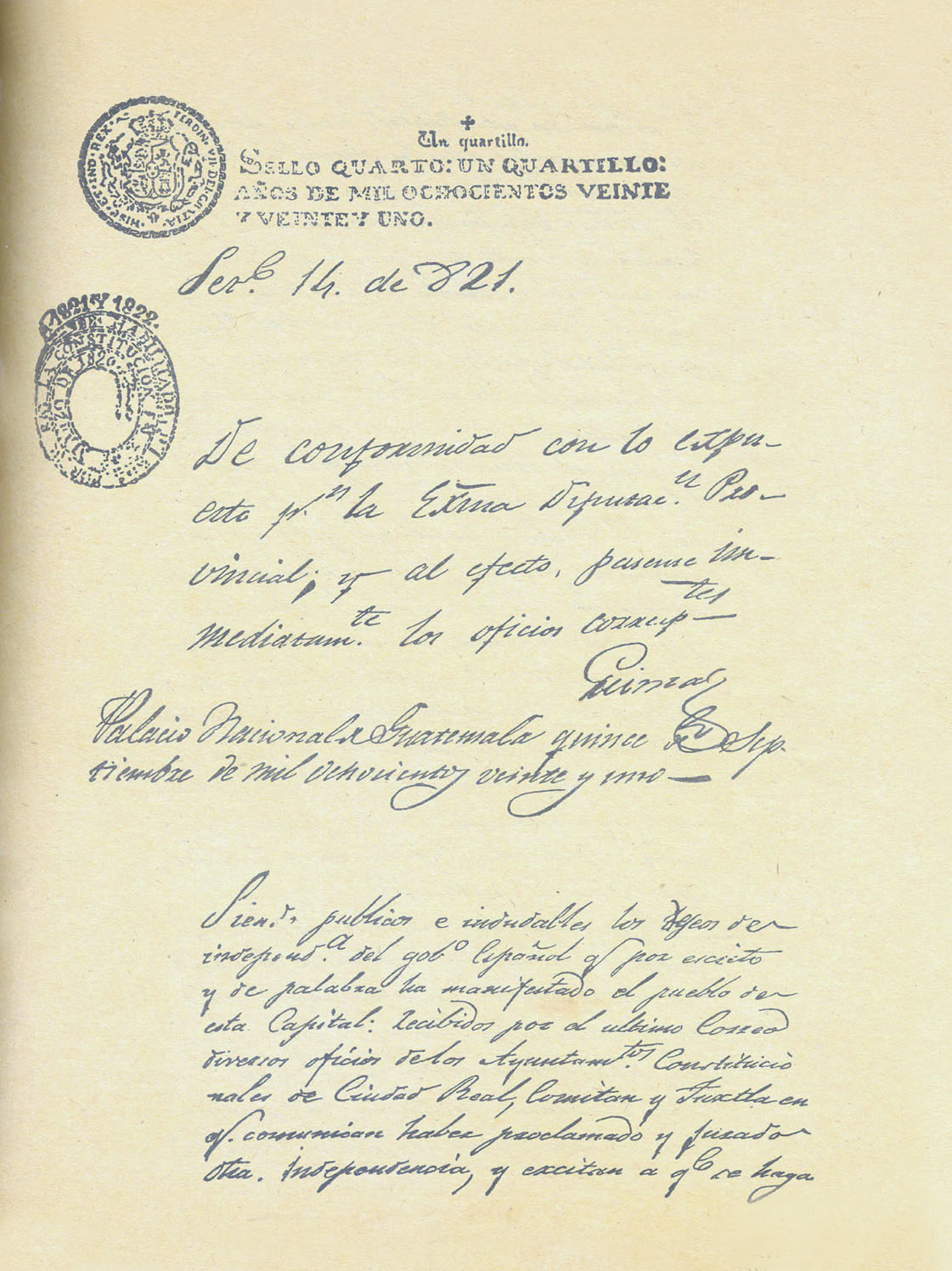
Acta de Independencia de America Central.

## Lectura recomendada
- Ayala Benítez, Luis Ernesto (2007). La iglesia y la independencia política de Centro América. Roma, Italia: Gregorian University Press. ISBN 978-88-7839-102-4.
- Montufar, Lorenzo (1878). Reseña Histórica de Centroamérica. Guatemala: Tipografía El Progreso.

- Datos: Q5654256